# 맹동면
맹동면(孟洞面)은 대한민국 충청북도 음성군의 면이다.

## 개요
맹동면은 한강과 금강이 발원하는 미호강 분지의 해 뜨는 동쪽 끝이다. 맹동면은 음성군의 남서부에 있는 면으로서 동쪽은 음성읍과 원남면, 서쪽은 진천군 덕산읍과 대소면, 남쪽은 진천군 초평면, 북쪽은 금왕읍이 각각 접하고 있다. 북한의 개성공단과 함께 남한 최초의 국가지정 임대공단이 조성되어 30개의 우량 업체가 활발하게 지역 경제를 이끌어 가고 있다. 넓은 황토 들녘에는 전국적인 맛을 자랑하는 맹동 친환경수박 특구가 조성되고 있으며, 건강식품으로 각광받는 중부권 최대의 청정 오리 생산지역이다. 중부고속도로와 동서고속도로 등 교통이 편리하여 서울과 행정복합도시, 평택항에서 한 시간대의 생활권으로 풍부한 지하수와 함께 기업하기가 좋은 곳이다.
- 2014년 10월 10일 진천음성혁신도시 지역인 신돈리 일부와 본성리 일부, 두성리 일부를 동성리로 신설하였다.[3]

## 행정 구역
- 군자리(君子里)
- 동성리(??里)
- 두성리(斗城里)
- 마산리(麻山里, 1~2리)
- 본성리(本城里, 1~2리)
- 봉현리(鳳峴里, 1~2리)
- 신돈리(新敦里, 1~2리)
- 쌍정리(雙呈里, 1~5리): 행정복지센터 소재지
- 용촌리(龍村里, 1~3리)
- 인곡리(仁谷里, 1~2리)
- 통동리(通洞里)

## 주요기관
교육기관
- 동성초등학교
- 맹동초등학교
- 동성중학교
- 음성동성고등학교

의료기관
- 음성군보건소 맹동보건지소
  - 용촌보건진료소
  - 봉현보건진료소
  - 두성보건진료소